# Geni Guimarães
Geni Mariano Guimarães (São Manoel, 8 de setembro de 1947) é uma professora, poeta e escritora brasileira,ativista e autora de 11 livros de poemas, contos e infantis.
Iniciou a carreira literária publicando poemas em jornais da cidade de Barra Bonita, no interior paulista. O primeiro livro de poemas, Terceiro filho, foi lançado em 1979. Na década de 1980, aproximou-se do Movimento negro e suas obras passaram a refletir a preocupação com a cultura afro-brasileira.
Escreveu contos para a revista Cadernos Negros e em 1989 publicou A cor da ternura, novela que recebeu o prêmio Jabuti e Adolfo Aizen.
Os livros mais conhecidos da autora apresentam caráter autobiográfico, dentre eles, Leite do peito. Em uma entrevista à revista americana Callaloo, Geni Guimarães declara:
"Escrevi porque eu tinha que registrar a vivência de uma família negra, porque este livro é autobiográfico, eu precisava falar dos meus traumas, das minhas dores e das minhas alegrias, eu tinha que colocar isso pra fora." São palavras da autora numa entrevista à revista americana Callaloo (1995)
Em 2020, Geni foi a homenageada do ano na Balada Literária, evento dedicado a música, literatura e artes.

## Obras

### Poesia
- Terceiro filho - Bauru: Editora Jalovi, 1979
- Da flor o afeto, da pedra o protesto - Barra Bonita: Ed. da Autora, 1981
- Balé das emoções - Barra Bonita: Ed. da Autora, 1993
- Poemas do Regresso - Ed. Malê, 2020.

### Contos
- Leite do peito - São Paulo: Fundação Nestlé de Cultura, 1988; Belo Horizonte: Mazza Edições, 2001 (reedição revista e ampliada)
- A cor da ternura - São Paulo: Editora FTD, 1989. 12 ed. 1998
- "Metamorfose" ( retirado do Livro leite de peito, 1988).

### Literatura infantil
- A dona das folhas - Aparecida: Editora Santuário, 1995
- O rádio de Gabriel - Aparecida: Editora Santuário, 1995
- Aquilo que a mãe não quer - Barra Bonita: Ed. da Autora, 1998
- O pênalti. Rio de Janeiro: Editora Malê, 2019

### Tradução
- The color of tenderness. Tradução de Niyi Afolabi. Trenton, NJ: Africa World Press, 2013

### Antologias
- Cadernos negros 4. São Paulo: Edição dos Autores, 1981
- Axé. Antologia contemporânea da poesia negra brasileira. Organização de Paulo Colina. São Paulo: Global Editora, 1982
- IKA. Zeitschrift für Kulturaustausch und internationale Solidarität, maio 1984, nº 25
- A razão da chama. Antologia de poetas negros brasileiros. Organização de Oswaldo de Camargo. São Paulo: GRD, 1986
- O negro escrito: apontamentos sobre a presença do negro na literatura brasileira. Organização de Oswaldo de Camargo. São Paulo: Imprensa Oficial do Estado de São Paulo, 1987
- Schwarze Poesie,Poesia Negra. Organização de Moema Parente Augel. St. Gallen/Köln: Edition diá, 1988
- Literatura e afrodescendência no Brasil: antologia crítica.  Organização de Eduardo de Assis Duarte. Belo Horizonte: Editora UFMG, 2011, vol. 2, Consolidação